# Ophiomyxa fisheri
Ophiomyxa fisheri är en ormstjärneart som beskrevs av A.H. Clark 1949. Ophiomyxa fisheri ingår i släktet Ophiomyxa och familjen skinnormstjärnor. Inga underarter finns listade i Catalogue of Life.